# Twyfelfontein
Twyfelfontein ou /Ui-//aes é um importante sítio arqueológico na região de Kunene, nordeste da  Namíbia. Possui uma das maiores concentrações de desenhos rupestres da África. As gravuras e desenhos, cerca de 2.500, muitos destes grafados em ocre vermelho, datam em torno de 2.000 anos e relatam, de forma extensa, coerente e com alta-qualidade, das praticas rituais e da vida das comunidades de caçadore-coletores que na época vivam nessa região. Gravadas e desenhadas nas rochas, há ilustrações de rinocerontes, elefantes, girafas e avestruzes, além de pegadas de animais e humanas. Vestígios arqueológicos encontrados, indicam que, na região, já existia presença humana, desde a Idade da Pedra, por volta de 6.000 anos atrás. 
Em 2007, a Organização das Nações Unidas para a Educação, a Ciência e a Cultura aprovou-a como o primeiro sítio de Património Mundial da Namíbia.

## Galeria

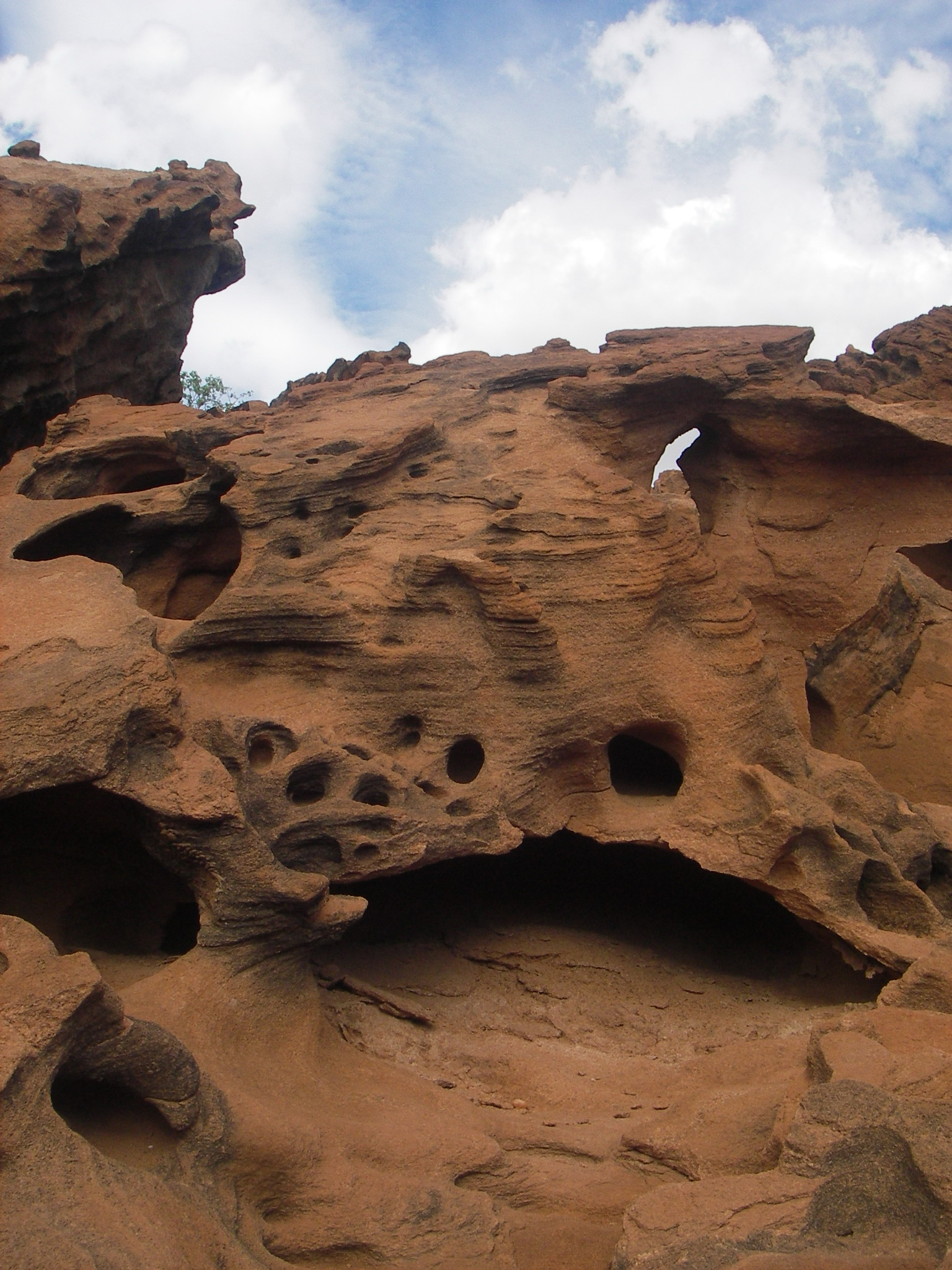
Rochas em Twyfelfontein
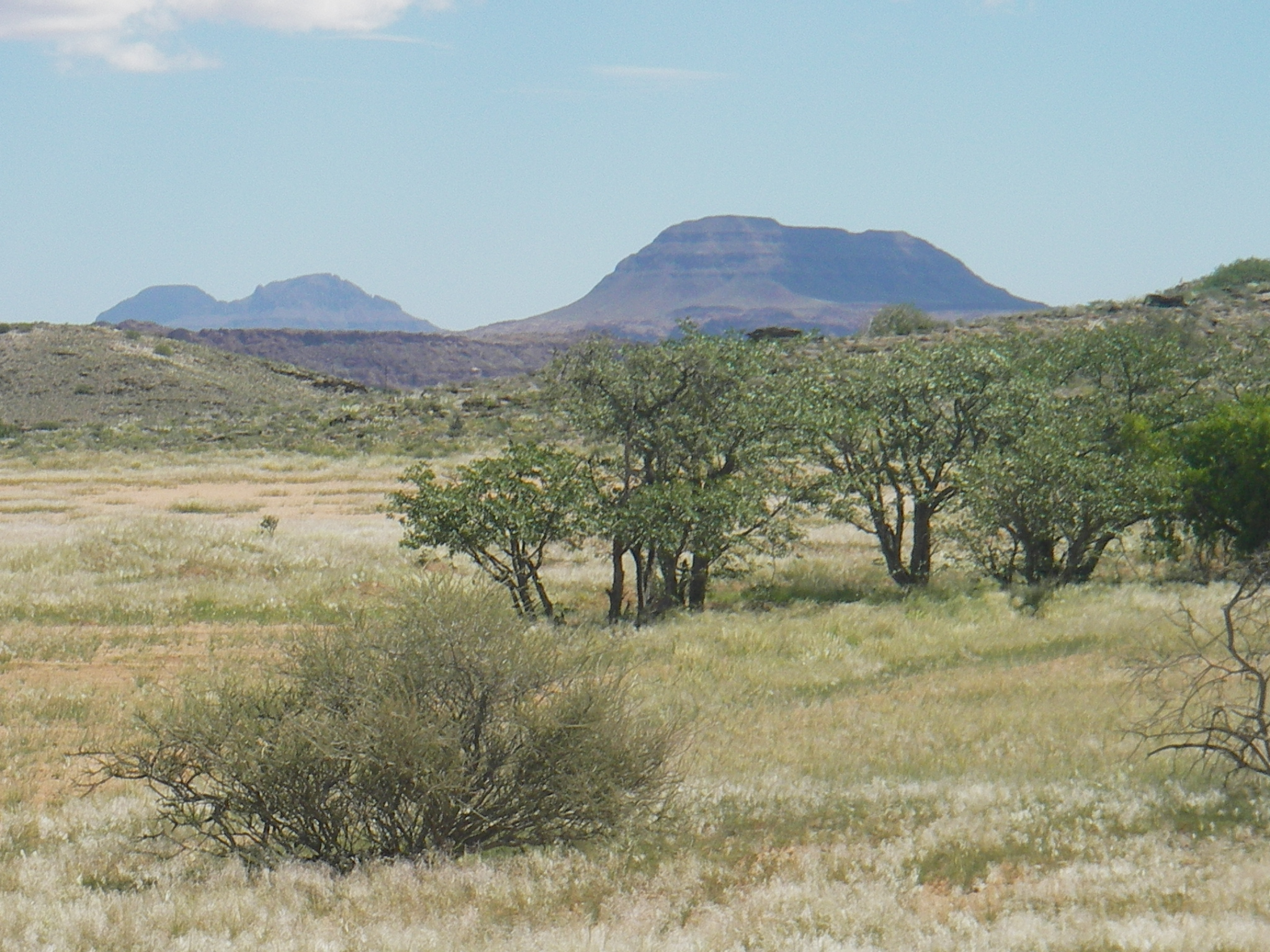
Paisagem em Twyfelfontein
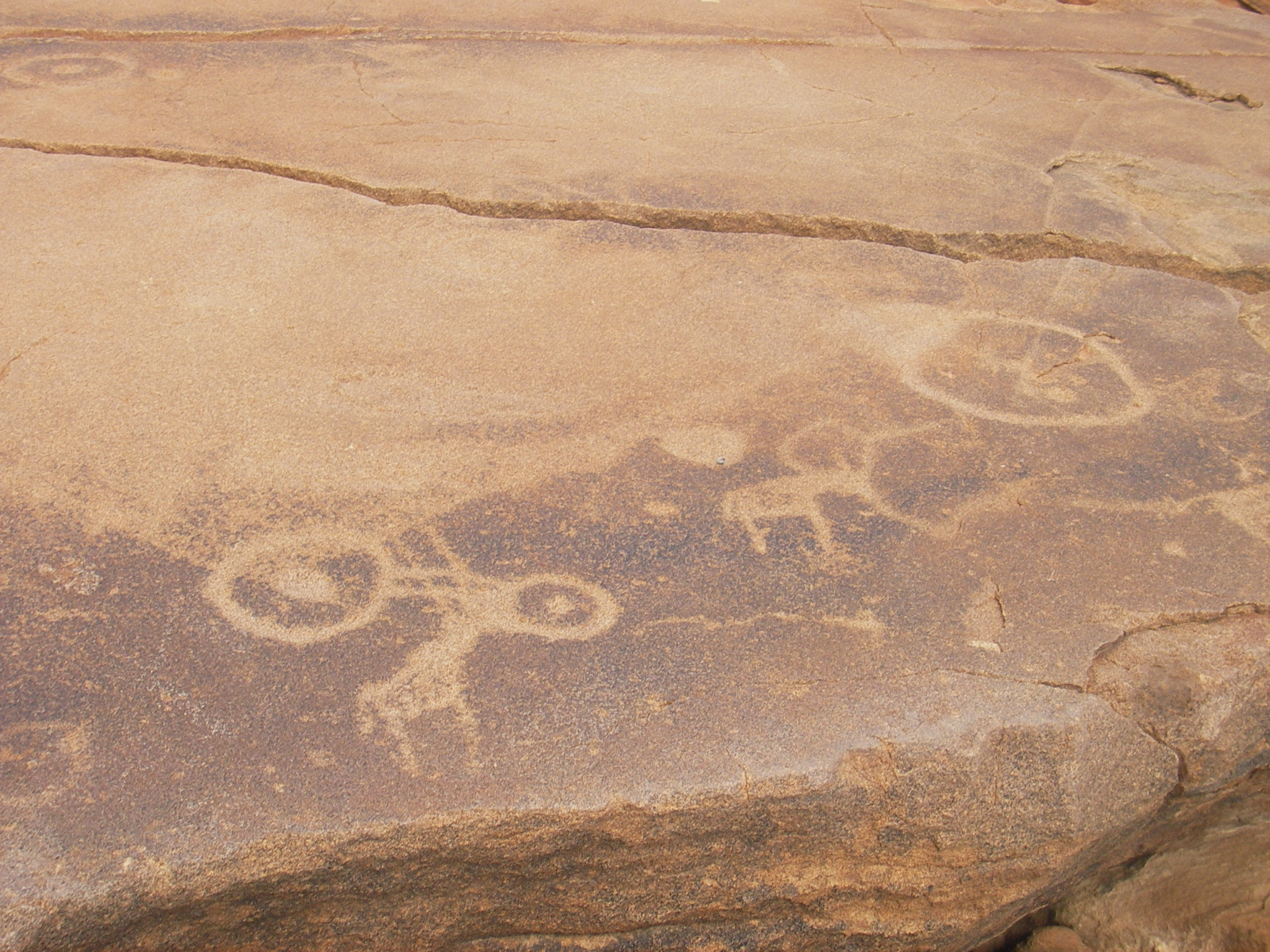
Mais desenhos na rocha em Twyfelfontein